# کهنه‌شهر
کهنه‌شهر یک روستا در ایران است که در دهستان بندزرک واقع شده‌است. کهنه‌شهر ۱٬۲۸۱ نفر جمعیت دارد.